# Mikulov
Mikulov (en alemany: Nikolsburg; en ídix: ניקאלשבורג, Nikolshburg) és una ciutat del districte de Břeclav a la regió de Moràvia Meridional de la República Txeca. Té uns 7.600 habitants. El centre històric de Mikulov està ben conservat i està protegit per llei com a reserva de monuments urbans.

## Etimologia
El nom deriva del nom personal Mikul (una forma abreujada de Mikuláš, que és una variant txeca de Nicholas). En els primers temps, va prevaldre el nom alemany Nikolsburg, que després va ser txecat com Nyklspurg i Nyklšpurk. El nom Mikulov s'utilitza des del segle xix.

## Geografia
Mikulov es troba a uns 18 km al nord-oest de Břeclav i 42 km al sud de Brno, a la frontera amb Àustria. Limita amb el municipi austríac de Drasenhofen.
Mikulov es troba principalment a les terres altes de Mikulov, però el territori municipal també s'estén a la vall de la Baixa Moràvia a l'est i a la vall de Dyje–Svratka a l'oest. El punt més alt és el turó Turold a 385 m. La major part del territori municipal es troba dins de l'⁣Espai de Paisatge Protegit de Pálava.
Els rierols de Mušlovský i Včelínek travessen el territori i proporcionen un conjunt d'estanys, els més grans dels quals són el Nový (amb una superfície de 31 ha) i el Šibeník (amb una superfície de 23 ha). Una altra massa d'aigua notable és Janičův vrch, una antiga pedrera de gres inundada, que està protegida com a monument de la natura i que de vegades s'utilitza per nedar.

## Història

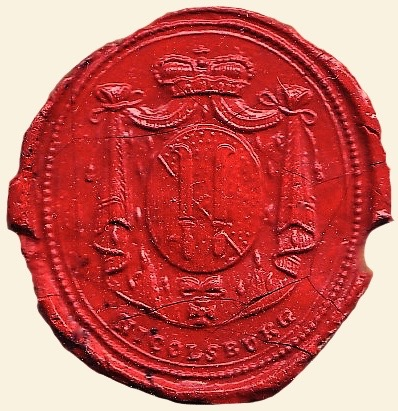
Segell oficial, 1810

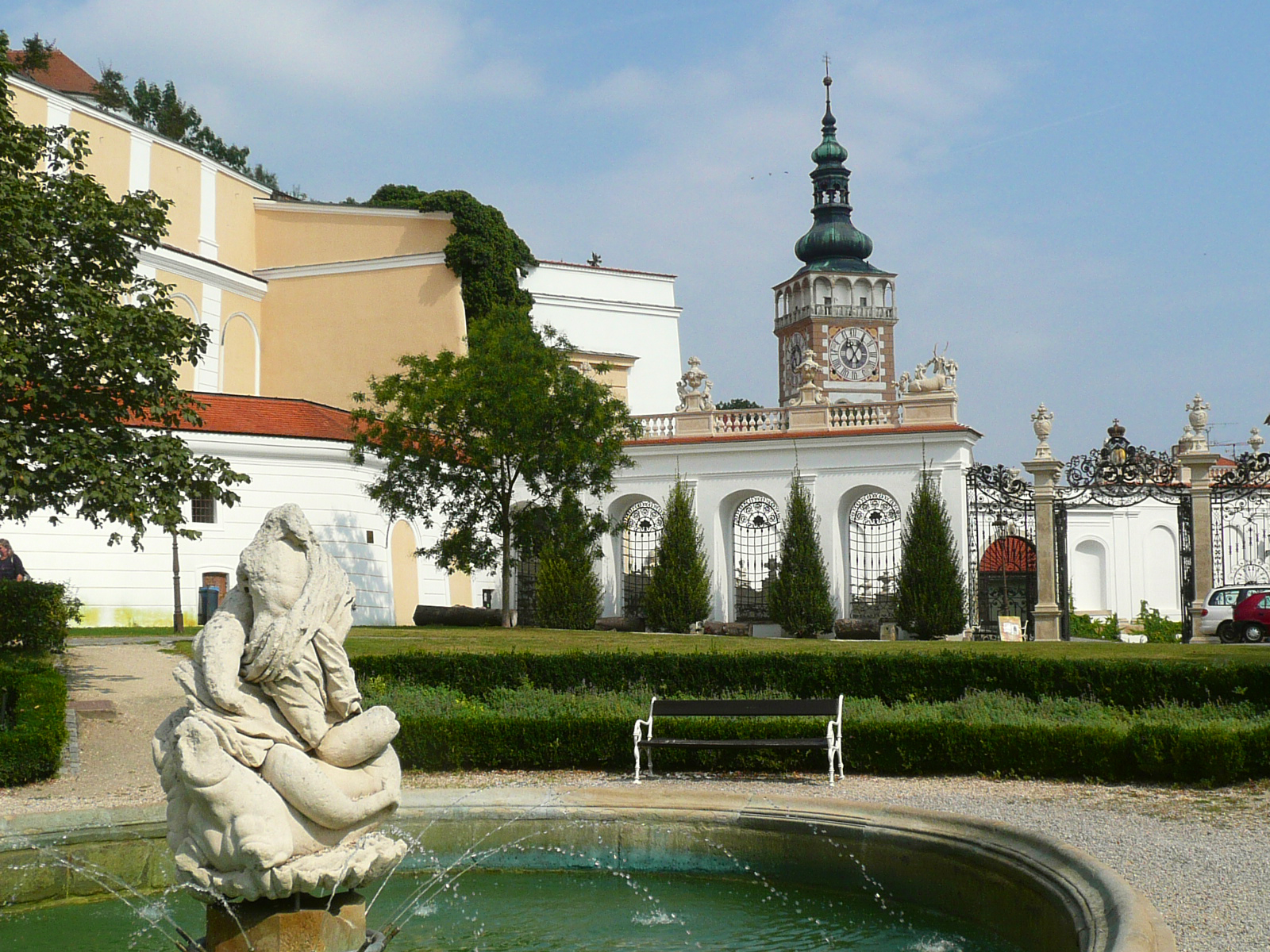
Parc del castell

Una escriptura que esmentava l'existència de Mikulov el 1173 és un engany del segle XIV. La primera menció escrita fiable de Mikulov és de 1249. Es tracta d'una escriptura, emesa pel margravi de Přemyslid Ottokar II, que va concedir un castell i els voltants al noble austríac Enric I de Liechtenstein. El 1279, Mikulov va rebre els drets de mercat.
El 1526, el líder anabaptista Baltasar Hubmaier va arribar de Suïssa a Mikulov, on va ser capturat i arrestat per les forces del rei Ferran I l'any següent. La família Liechtenstein va posseir la propietat fins al 1560. L'any 1572, l'emperador Maximilià II va concedir el feu al seu ambaixador a la cort espanyola, Adam de Dietrichstein. Des de 1575 fins al segle xx, Mikulov va romandre com a propietat de la família Dietrichstein i dels seus successors, els Mensdorff-Pouilly.
Després de 1575, es va iniciar la reconstrucció renaixentista de la ciutat. Durant el govern del cardenal Franz von Dietrichstein, la ciutat es va transformar en una residència econòmica, arquitectònica i cultural representativa, i durant un temps es va convertir en una de les ciutats més importants de Moràvia. El 1621, durant la Guerra dels Trenta Anys, Franz von Dietrichstein va signar el Tractat de Nikolsburg amb el príncep de Transsilvània Gabriel Bethlen al castell de Mikulov. El castell de Mikulov es va convertir en el lloc de moltes reunions polítiques de personalitats importants, per exemple Albrecht von Wallenstein, l'emperador Ferran II i Napoleó.
Un moment significatiu de la història de la ciutat va ser la invitació dels escolapis de Franz von Dietrichstein. Aquí van establir un col·legi i van renovar l'església i l'hospital medievals. Després que un incendi va danyar el castell original de Mikulov el 1719, la família Dietrichstein va reconstruir el castell amb l'aspecte actual. Després de la guerra austro-prussiana, el comte Alajos Károlyi va començar a treballar en un tractat de pau a la ciutat que va conduir al Tractat de Praga el 1866.
La població alemanya va ser majoritària fins al 1945. El 1890 formava el 98% de la població i el 1930 el 82% de la població. Després de la Segona Guerra Mundial, la població alemanya de la ciutat va ser expulsada pel govern txecoslovac, segons els decrets Beneš.

### Població jueva

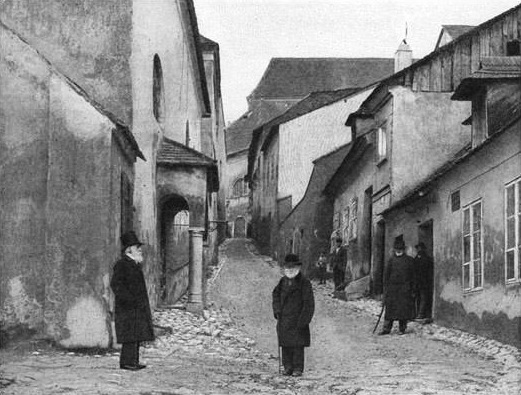
Barri jueu del 1900

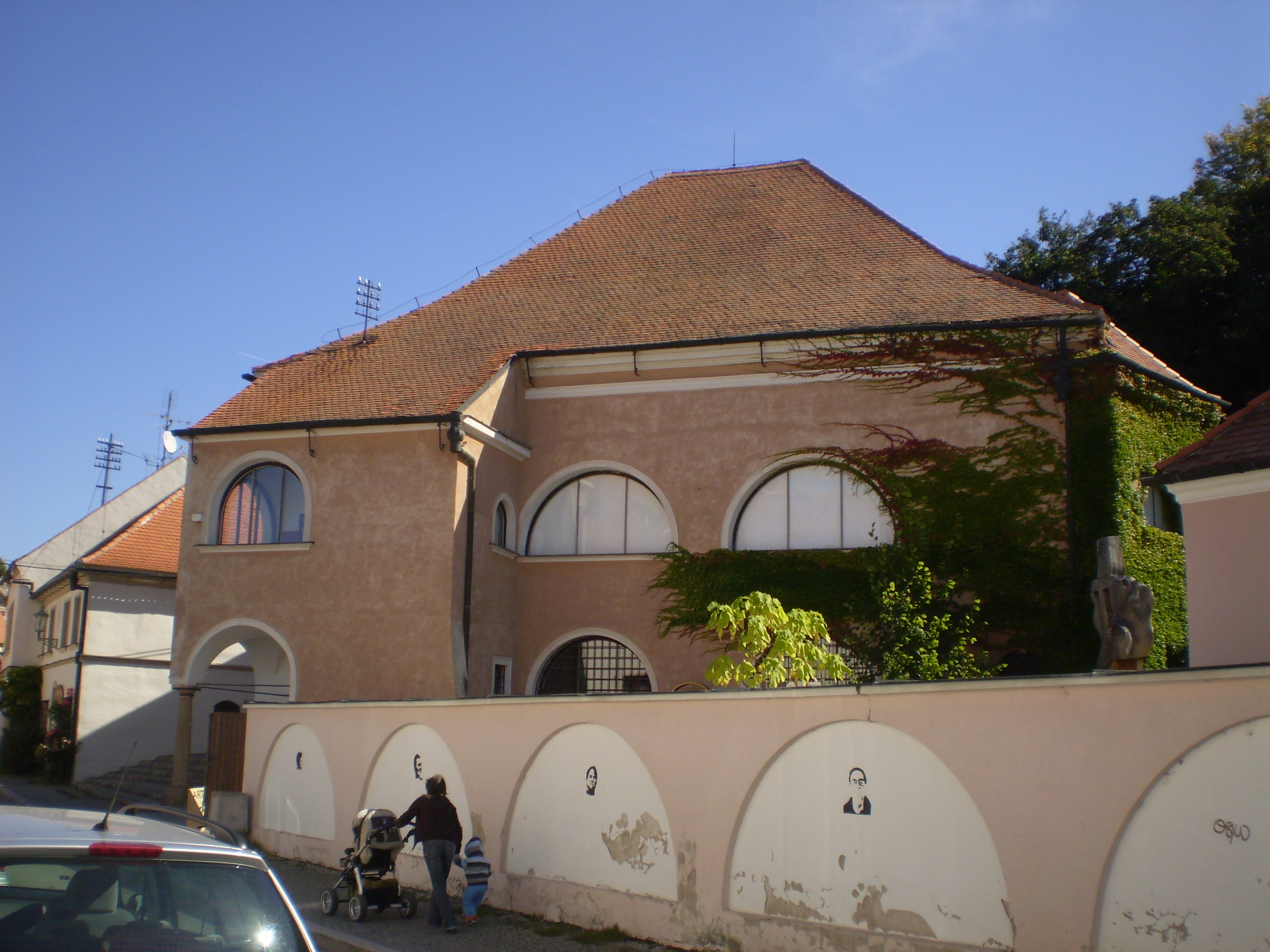
Sinagoga a l'antic barri jueu

L'inici de l'assentament jueu a Nikolsburg es remunta a l'any 1421, quan els jueus van ser expulsats de Viena i de la província veïna de la Baixa Àustria pel duc d'Àustria, Albert II d'Alemanya. Els refugiats es van instal·lar a la ciutat situada prop de la frontera amb Àustria, a uns 85 km de la capital austríaca, sota la protecció dels prínceps de Liechtenstein. Van arribar colons addicionals després de l'expulsió dels jueus dels barris reials de Moràvia pel rei Ladislau el Pòstum després de 1454.
L'assentament va créixer en importància, i en la primera meitat del segle XVI, Nikolsburg es va convertir en la seu del rabí regional de Moràvia, convertint-se així en un centre cultural dels jueus de Moràvia. El famós rabí Judah Loew ben Bezalel, de qui es diu que va crear el gólem de Praga, va oficiar aquí durant vint anys com a segon rabí regional entre 1553 i 1573. El cardenal Franz von Dietrichstein, fill d'Adam von Dietrichstein, va ser un protector especial dels jueus, els impostos dels quals es consideraven necessaris per finançar la Guerra dels Trenta Anys.
A la primera meitat del segle XVIII, la congregació de Nikolsburg comptava amb més de 600 famílies, que comprenia el major assentament jueu de Moràvia. El cens decretat per l'emperadriu Maria Teresa el 1754 va comprovar que hi havia unes 620 famílies establertes a Nikolsburg (és a dir, la població jueva d'uns 3.000 habitants comprenia la meitat dels habitants de la ciutat). Només un petit nombre de jueus podien guanyar-se la vida a la ciutat com a artesans; la resta havien de convertir-se en comerciants. La congregació va patir molt durant les guerres de Silèsia entre 1740 i 1763, quan van haver de subministrar a la monarquia la seva part en els superimposts que el govern de Maria Teresa exigia als jueus de Moràvia.
Un bon nombre de jueus de Nikolsburg van continuar guanyant-se la vida a Viena, on se'ls va permetre romandre durant un temps amb passaports especials. La llibertat de residència, que es va concedir als jueus a Àustria el 1848, va reduir el nombre de jueus residents a Nikolsburg a menys d'un terç de la població que contenia en el moment del seu màxim desenvolupament. El 1904, hi havia 749 residents jueus a la ciutat, d'una població total de 8.192. El 1938, abans de l'⁣ocupació alemanya de Txecoslovàquia, la població total de la ciutat era d'uns 8.000 habitants majoritàriament de parla alemanya. D'aquests, 472 eren jueus. L'assentament jueu de Nikolsbgurg va deixar d'existir durant la Segona Guerra Mundial, ja que només 110 van aconseguir emigrar a temps, i 327 dels jueus de Mikulov no van sobreviure a l'Holocaust. El 15 d'abril de 1945, 21 presoners jueus hongaresos que treballaven en un pou d'argila van ser massacrats.

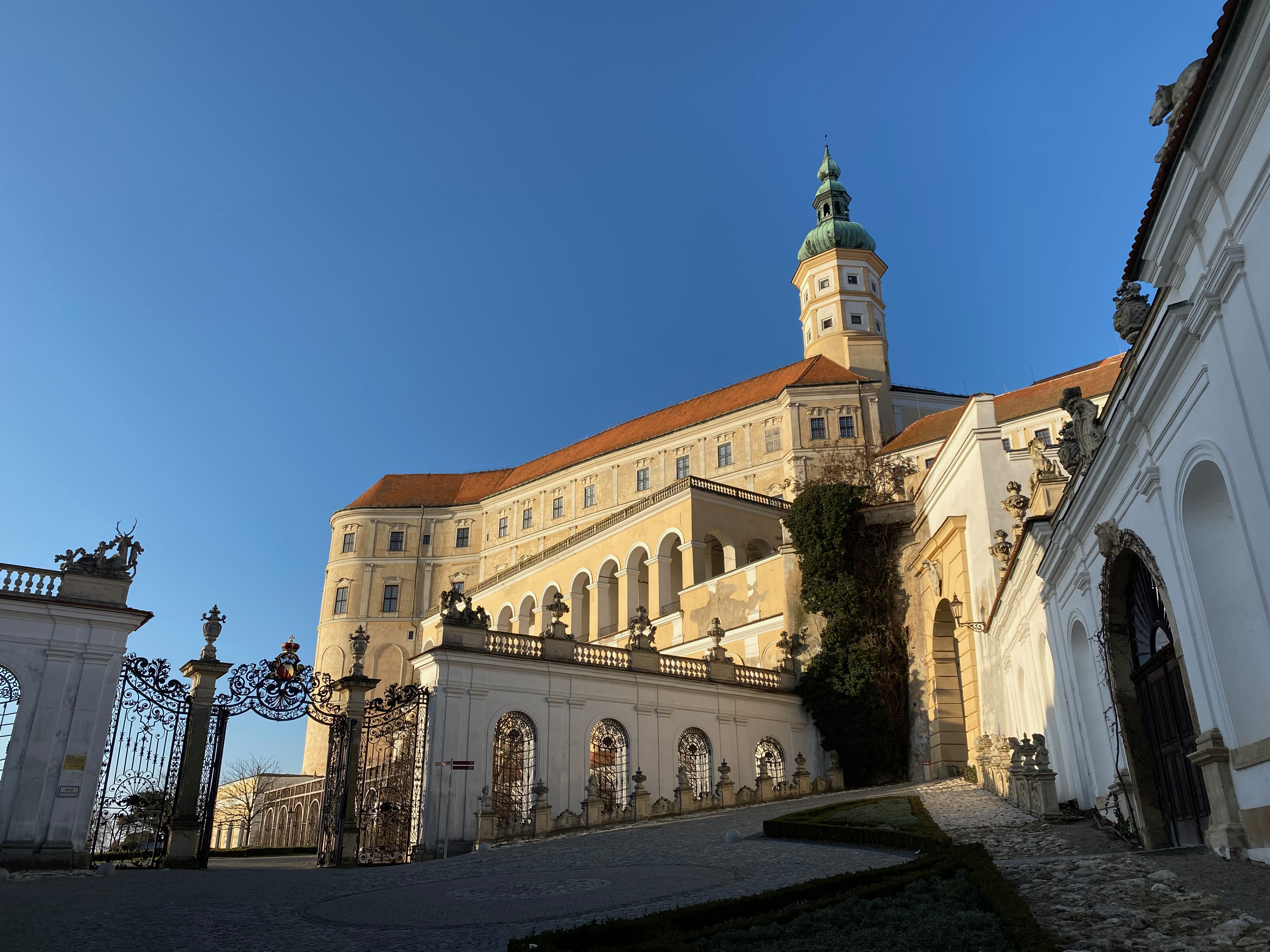
Castell de Mikulov

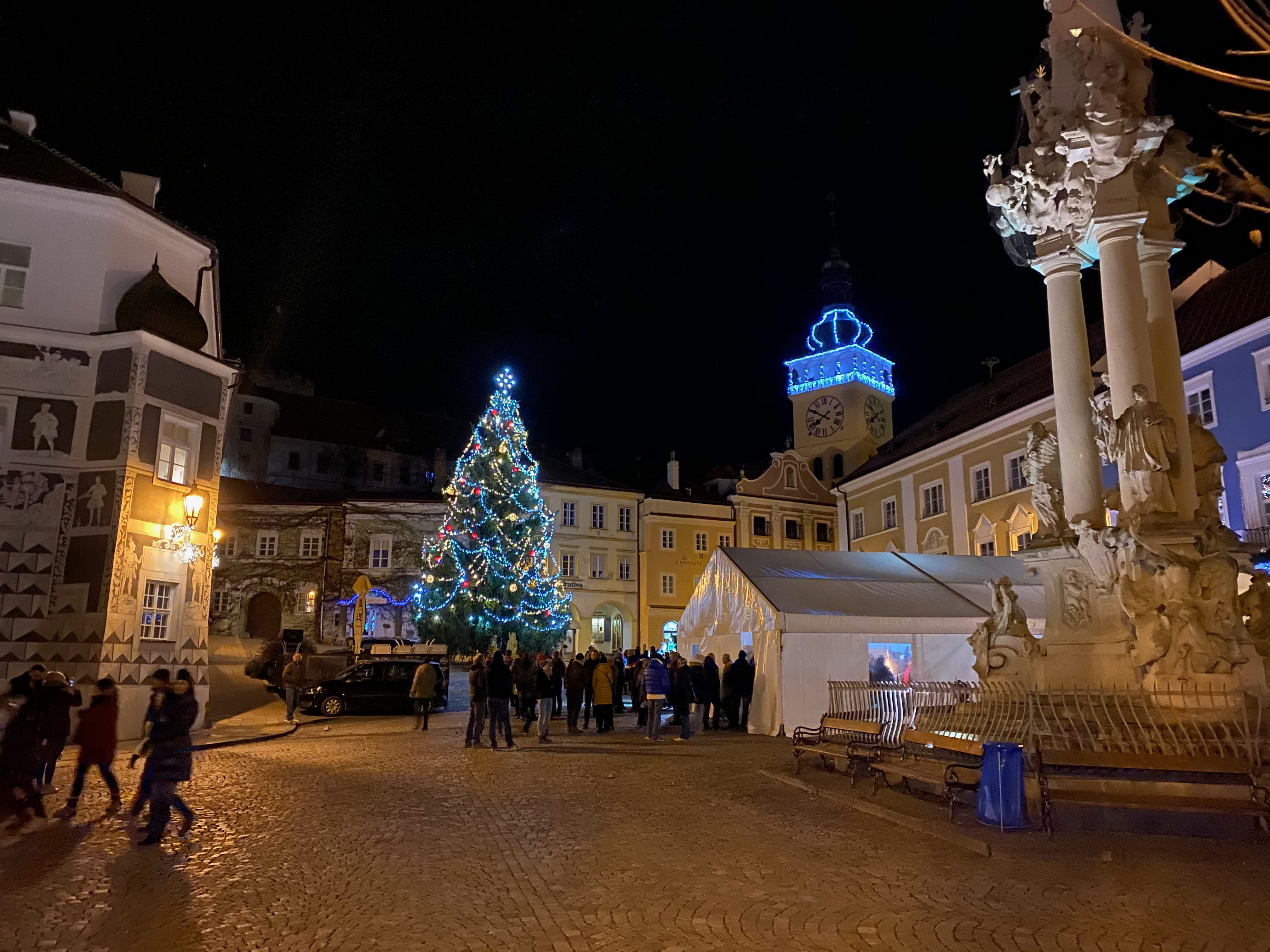
Mikulov de nit

A Mikulov hi ha diverses esglésies històriques. L'església de Sant Venceslau, originàriament romànica, va ser construïda a principis del segle XV i inclou un ossari. L'església barroca de Sant Joan Baptista va ser consagrada l'any 1679 i pertanyia al Col·legi Escolapi. L'interior va ser decorat pel pintor Franz Anton Maulbertsch. L'església ortodoxa neogòtica de Sant Nicolau es va construir l'any 1903. Al turó Svatý Kopeček, hi ha la capella de Sant Sebastià. El camí cap a la capella està vorejat pel Via Crucis.
La història de la comunitat jueva es pot observar mitjançant un sender per l'antic barri jueu. La sinagoga, construïda originalment al segle XVI i reconstruïda com a barroca després d'un incendi de 1719, és l'única sinagoga conservada a Moràvia del tipus anomenat polonès. Conté una exposició sobre el rabí Loew i l'educació jueva a Moràvia. El gran cementiri jueu, un dels més significatius del país, es va fundar a mitjans del segle XV. Conté unes 4.000 tombes, i la tomba llegible més antiga conservada data de 1605.
Un altre lloc important és la tomba de Dietrichstein. Originalment, era l'església de Santa Anna, construïda com a còpia de la Santa Casa de Loreto el 1623-1656. A mitjans del segle XIX, es va convertir en la tomba familiar de la família Dietrichstein.
Començant a Mikulov, la ruta del vi de Mikulov, que fa 62 km, serpenteja per tota la regió vinícola de Mikulovská i és una característica de l'enoturisme a la zona.

## Llocs d'interès

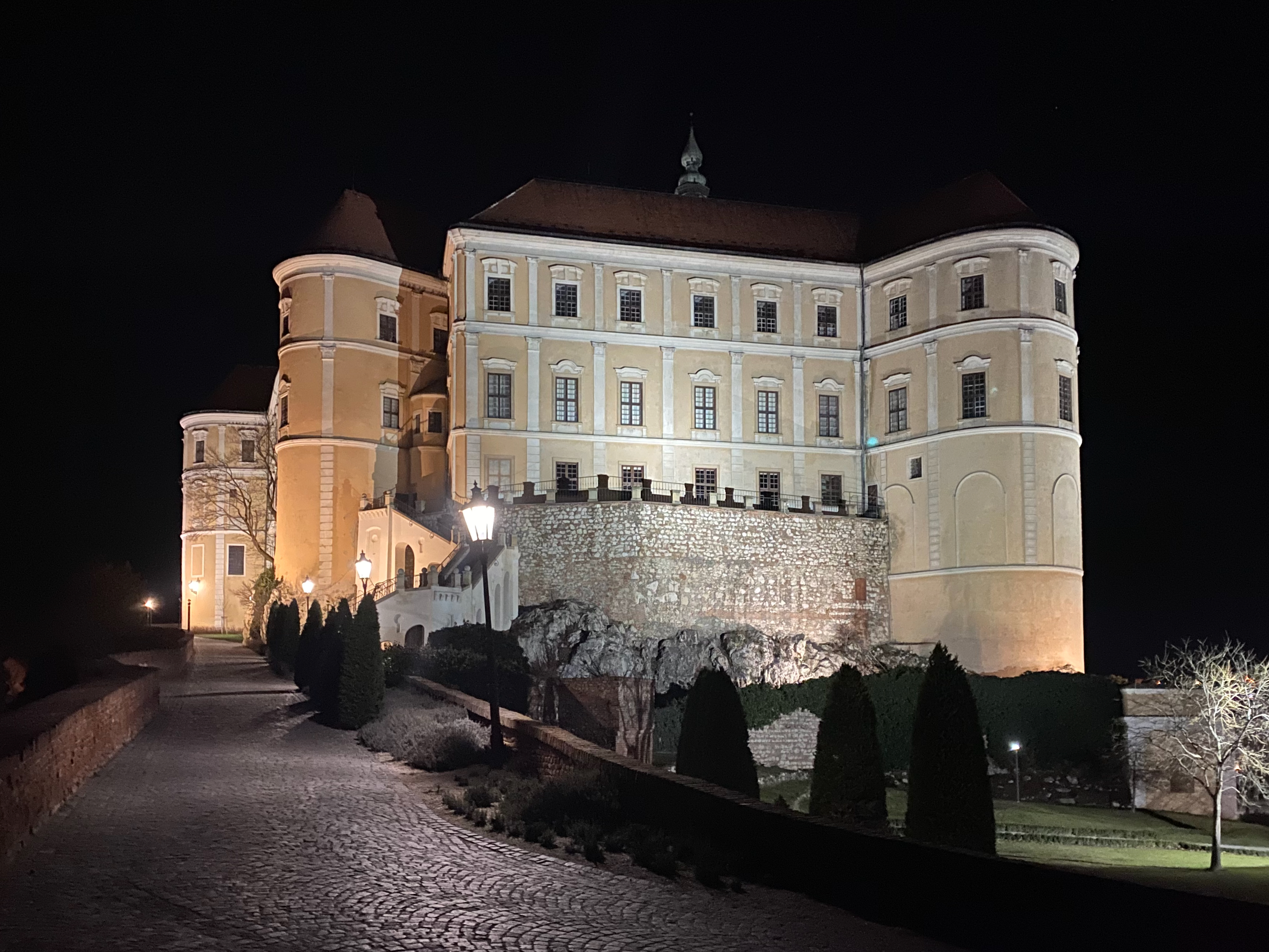
Castell de Mikulov de nit

El principal és el castell de Mikulov. Originalment, va ser construït en estil romànic. A cavall entre els segles XVI i XVII, va ser reconstruït en estil renaixentista, i novament a finals del segle xvii en estil barroc. L'última gran reconstrucció es va dur a terme després d'un incendi el 1719. Avui dia és la seu del Museu Regional de Mikulov.
La històrica plaça major va ser fundada a finals del segle XVI prop del castell. Conté cases renaixentistes de la primera meitat del segle XVII. Una de les cases més significatives és la Casa U Rytířů, decorada amb esgrafiats. Al mig de la plaça hi ha una font d'aproximadament l'any 1700 i una monumental Columna de la Santíssima Trinitat d'estil barroc, datada entre 1723 i 1724.